# Liste von Museen in Ruanda
Die Liste von Museen in Ruanda umfasst Museen, die sich auf dem Gebiet von Ruanda befinden.

## Geschichte
Ende der 1980er wurde mit Unterstützung der belgischen Regierung das Ethnographische Museum in Butare erbaut. Am 18. September 1989 wurde das Institute of National Museums of Rwanda (INMR) zur Verwaltung des offiziell National Museum of Rwanda genannten Museums gegründet. Weitere Museen folgten. 2004 wurde das Kandt-Haus-Museum in der Hauptstadt Kigali eröffnet. Das ehemalige Haus des deutschen Arztes und Afrikaforschers Richard Kandt ist stammt aus der deutschen Kolonialzeit und ist das älteste noch erhaltene Gebäude in Kigali. Das Museum informiert über die Geschichte Ruandas als Teil Deutsch-Ostafrikas und umfasste auch eine Naturkundeausstellung. Der Bau für den National Liberation Museum Park in Mulindi begann 2012. Zwischen August 1992 und Juli 1994 befand sich dort das Hauptquartier der Rwandan Patriotic Front. Am 4. Juli 2014 eröffnete in Kigali zudem zum 20-jährigen Jubiläum des Endes des Völkermords in Ruanda das Campaign Against Genocide Museum. Es befindet sich innerhalb des Parlamentsgebäudes. Zum 150-jährigen Geburtstag von Richard Kandt wurde das Kandt-Haus-Museum umgestaltet und am 17. Dezember 2017 neu eröffnet. Die zuvor präsentierte Naturkundeausstellung wurde in das 2015 eröffnete Umweltmuseum in Karongi verlegt. Das INMR wurde im August 2020 mit der Rwanda Academy of Language and Culture und den Rwanda Archives and Library Services zur Rwanda Cultural Heritage Academy (RCHA) zusammengeführt.

## Liste der staatlichen Museen
| Name                                                | Beschreibung | Eröffnung     | Lage                                  | Bild           |
| --------------------------------------------------- | --- | ------------- | ------------------------------------- | -------------- |
| Ethnographisches Museum / National Museum of Rwanda | Das ethnographische Museum wurde 1987 erbaut und umfasst ethnographische und archäologische Ausstellungsstücke zur Kultur Ruandas. | 18. Sep. 1989 | Butare, Distrikt Huye (Karte)         | weitere Bilder |
| Kandt-Haus-Museum                                   | Das ehemaliges Wohnhaus von Richard Kandt wurde 1908 errichtet. Das darin 2004 eröffnete Museum gibt Informationen zur deutschen Kolonialzeit. Es wurde 2017 umgestaltet und modernisiert. Die zuvor beinhaltete Naturkundeausstellung wurde in das Umweltmuseum in Karongi verlegt. | Dez. 2004     | Kigali, Distrikt Nyarugenge (Karte)   | weitere Bilder |
| Rwesero-Kunstmuseum                                 | Das 1959 fertiggestellte Gebäude sollte als Palast für Mutara III. Rudahigwa dienen, der jedoch im selben Jahr verstarb. 2006 wurde es in eine Kunstgalerie und 2018 in ein Kunstmuseum umgewandelt. | Mai 2006      | Nyanza, Distrikt Nyanza (Karte)       | Bild gesucht   |
| King's Palace Museum                                | Rekonstruktion eines Königspalasts mit traditionellen Materialien. Gezeigt werden zudem Inyambo (spezielle Rinder mit außergewöhnlich langen Hörnern), die kulturelle Bedeutung haben. In der Nähe befindet sich ein Mausoleum für Mutara III. Rudahigwa und seine Ehefrau sowie das Rwesero-Kunstmuseum.                                                                                   | Mai 2008      | Nyanza, Distrikt Nyanza (Karte)       | weitere Bilder |
| Rwanda Art Museum                                   | Das Gebäude östlich des Flughafen Kigali diente von den 1970ern bis Ende 2000 als Präsidentenpalast. Das spätere Presidential Palace Museum wurde am 18. Mai 2018 offiziell zum Rwanda Art Museum, welches zeitgenössische Kunst ruandischer und internationaler Künstler ausstellt. Zudem können die Überreste des am 6. April 1994 abgeschossenen Präsidentenflugzeugs besichtigt werden. | Feb. 2009     | Nyarugunga, Distrikt Kicukiro (Karte) | weitere Bilder |
| Campaign Against Genocide Museum                    | Das Museum befindet sich innerhalb des Parlamentsgebäudes. Es stellt Informationen zur Kampagne der Rwandan Patriotic Front im Bürgerkrieg gegen den Völkermord an den Tutsi aus. | 4. Juli 2014  | Kigali, Distrikt Gasabo (Karte)       | Bild gesucht   |
| Umweltmuseum                                        | Das Umweltmuseum befindet sich am Ufer des Kiwusees. Es beinhaltet unter anderem die ehemalige Naturkundeausstellung aus dem Kandt-Haus-Museum. | 16. Juli 2015 | Bwishyura, Distrikt Karongi (Karte)   | Bild gesucht   |
| National Liberation Museum Park                     | Ehemaliges Hauptquartier der Rwandan Patriotic Front. Der Museumspark umfasst unter anderem den von Paul Kagame genutzten Bunker. |               | Mulindi, Distrikt Gicumbi (Karte)     | weitere Bilder |